# Claire Lacombe
Claire Lacombe (Pamiers, 4 maart 1765 - (?)Parijs, 2 mei 1826), ten onrechte ook wel Rose Lacombe genoemd, was een Frans revolutionaire, activiste voor vrouwenrechten, en actrice.
Lacombe was tijdens de eerste jaren van de Franse Revolutie een bekende en invloedrijke voorvechtster van politieke rechten voor vrouwen en van deelname van vrouwen aan de gewapende strijd. Zij werd in 1792 door de Wetgevende Vergadering onderscheiden voor haar rol tijdens de bestorming van de Tuilerieën. Zij was een van de oprichtsters van de Société des Citoyennes Républicaines Révolutionnaires (Genootschap van republikeinse revolutionaire burgeressen), een radicaal-revolutionair vrouwengenootschap. Na conflicten met de machtige jakobijnen werd de Société op 30 oktober 1793 verboden. Lacombe zelf werd in 1794 tijdens de Terreur gearresteerd en zat meer dan een jaar gevangen.
Voor zover bekend heeft ze zich na haar vrijlating niet meer met politiek beziggehouden. Zij is een van de weinige vrouwen uit de lagere sociale klassen van wie rol en invloed tijdens de Franse Revolutie goed gedocumenteerd is.

## Jeugd en begin van de Revolutie
Claire Lacombe kwam oorspronkelijk uit Ariège in het zuidwesten van Frankrijk. Zij was de dochter van Bertrand Lacombe, een koopman, en zijn vrouw Jeanne-Marie Gauché. Vanaf circa 1840 wordt zij in de geschiedschrijving van de Franse Revolutie vaak Rose Lacombe genoemd. Dit is hoogstwaarschijnlijk een vergissing; er zijn geen archiefstukken die bevestigen dat zij onder deze naam bekend was. Zij kwam niet uit een theaterfamilie, maar rond haar 25e werkte ze als actrice. Dit beroep stond in die tijd in zeer laag aanzien; het werd gezien als net iets beter dan prostituee.
Ze was geïnteresseerd in politiek en was een aanhanger van radicale revolutionaire ideeën. Bij het uitbreken van de Revolutie in 1789 werkte ze in Marseille. In het begin van de jaren 1790 kwam ze naar Parijs, waar ze een bekende persoon in revolutionaire kringen werd. Ze kwam regelmatig in de jakobijnse club en bij de Société Fraternelle des Patriotes de l'un et l'autre sexe (Broederlijk Genootschap van Patriotten van Beide Seksen).

## Politiek activist
Claire Lacombe is een van de weinige vrouwen uit de lagere sociale klassen van wie het handelen en de invloed tijdens de Franse Revolutie goed zijn gedocumenteerd. Op 25 juli 1792 sprak zij voor het eerst vanaf de publieke tribune de Wetgevende Vergadering toe en riep op om de Markies de Lafayette te vervangen als hoofd van het leger. Zij verklaarde dat zij zelf de wapens ter hand wilde nemen "in de strijd tegen de vijanden van het vaderland". Tijdens de bestorming van de Tuilerieën van 10 augustus 1792 nam Lacombe inderdaad deel aan de gevechten. Zij raakte gewond, maar gaf enkele dagen later weer een toespraak voor de Wetgevende Vergadering, die haar onderscheidde met een couronne civique (burgerkroon) voor haar bijdrage aan de revolutie.
In mei 1793 stichtte ze samen met Pauline Léon de Société des Citoyennes Républicaines Révolutionnaires (Genootschap van republikeinse revolutionaire burgeressen), een genootschap met alleen vrouwelijke leden. De leden waren voornamelijk afkomstig uit de sansculotten: kleine ondernemers, arbeidsters en bediendes. De vereniging had nauwe contacten met de jakobijnen en verzette zich fel tegen de meer gematigde girondijnen. De vrouwen van de Société konden niet zelf deelnemen aan de debatten van de Wetgevende Vergadering. Hun petities vonden echter over het algemeen weerklank en de Société werd gezien als een belangrijke radicaal-revolutionaire kracht. De vrouwen trokken ook in knokploegen door Parijs op zoek naar vijanden van de revolutie.
Lacombe was een fel voorvechtster van politieke en economische rechten van vrouwen, en van een actieve rol van vrouwen in de gewapende strijd. Overigens was ze van mening dat alleen kinderloze, alleenstaande vrouwen als zij zelf aan de strijd zouden moeten deelnemen; ze vond het niet gepast dat moeders haar voorbeeld zouden volgen. Ze stond bekend als een getalenteerd redenaar; haar toespraken werden door politieke tegenstanders gevreesd. Met haar standpunten provoceerde ze echter de meer gematigde facties en wekte ze weerstand op onder mannelijke revolutionairen.

## Opheffing van de Société
Na de dood van de door hen bewonderde Marat op 13 juli 1793 nam de Société meer afstand van de jakobijnen en van Robespierre. Men zocht toenadering tot de enragés, een van de meest radicale revolutionaire facties. Lacombe woonde samen met Théophile Leclerc, een van hun leiders.
Zowel in de Nationale Conventie als in de jakobijnse club werd er steeds meer kritiek geuit op de Société in het algemeen en op Lacombe persoonlijk. Op 16 september werd Lacombe in een sessie in de jakobijnse club afgeschilderd als een contra-revolutionair en werden er vraagtekens gesteld bij haar persoonlijke moraal, omdat ze als ongetrouwde vrouw het huis deelde met Leclerc. De voorzitter weigerde haar het woord te geven om op de beschuldigingen te reageren. Een paar weken later werd Lacombe ter verantwoording geroepen in de Nationale Conventie, waar ze zichzelf en de Société met verve verdedigde
Toch slaagde Lacombe er nog in om het voor vrouwen bij wet verplicht te maken om de driekleurige kokarde te dragen; eerder gold dit voorschrift alleen voor mannen. De wat betreft vrouwenrechten meer conservatieve marktvrouwen van Les Halles waren faliekant tegen deze nieuwe wet. Eind oktober verstoorde een groep marktvrouwen met geweld een bijeenkomst van de Société. De Nationale Conventie greep dit incident aan om op 30 oktober 1793 alle vrouwenorganisaties te verbieden. De maatregel was echter vooral bedoeld om de Société des républicaines-révolutionnaires uit te schakelen. Korte tijd later kwam het ook tot een breuk tussen Lacombe en Léon, vermoedelijk omdat Leclerc een relatie had gekregen met Léon en in november 1793 met haar trouwde. Dit betekende het definitieve einde van de Société.

## Gevangenschap
Tijdens de politieke zuiveringen na de val van de radicale politicus en publicist Hébert in maart 1794 werd Lacombe gevangen gezet, net als Léon en Leclerc. De Staatsgreep van 9 Thermidor (27 juli 1794) die een einde maakte aan de Terreur en het bewind van Robespierre, voorkwam dat zij onder de guillotine eindigden. Lacombe weigerde haar radicale ideeën op te geven en haar steun uit te spreken voor de nieuwe regering. Ze werd pas in augustus 1795 vrijgelaten. Ze ondertekende elke brief vanuit de gevangenis met "Citoyenne Lacombe, femme libre" (Burgeres Lacombe, vrije vrouw).

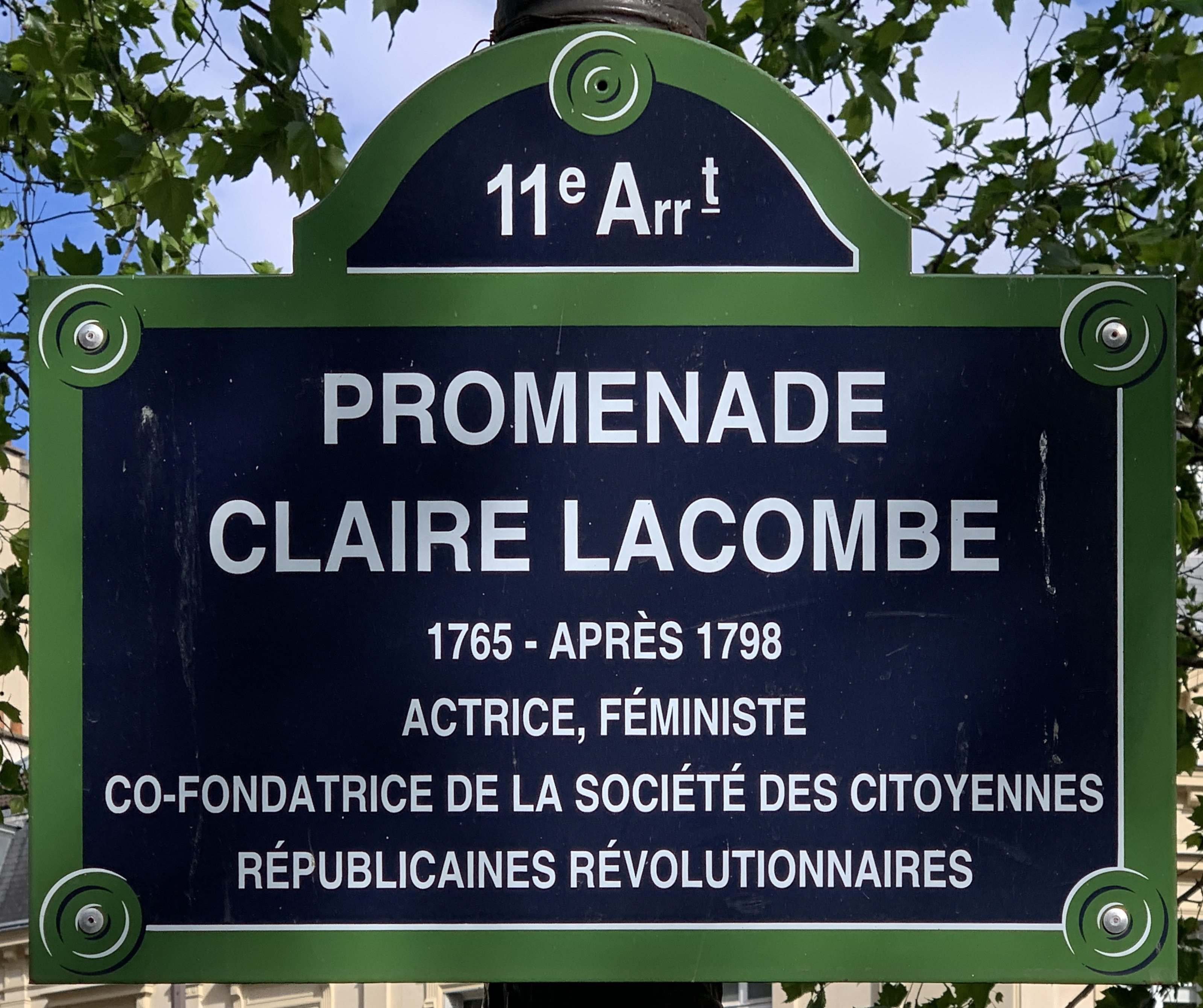
In Parijs is een straat naar Claire Lacombe vernoemd.

## Latere leven
Er is niet veel bekend over haar latere leven, behalve dat zij met weinig succes heeft geprobeerd het acteren weer op te pakken. Zij woonde in ieder geval enkele jaren buiten Parijs. Er zijn geen aanwijzingen dat ze zich nog met politiek of vrouwenrechten heeft beziggehouden.
De archieven van het Parijse ziekenhuis Salpêtrière vermelden op 2 mei 1826 het overlijden van een patiënt met de naam Claire Lacombe, een lerares, op de psychiatrische afdeling. Hoogstwaarschijnlijk gaat het om de vroegere revolutionaire.